# 黑田拟松螺
黑田拟松螺（学名：Trimusculus kurodai），是拟松螺科拟松螺属的一种。

## 分佈
本物種見於台湾，常栖息在潮间带岩礁。